# Kosmetyczka

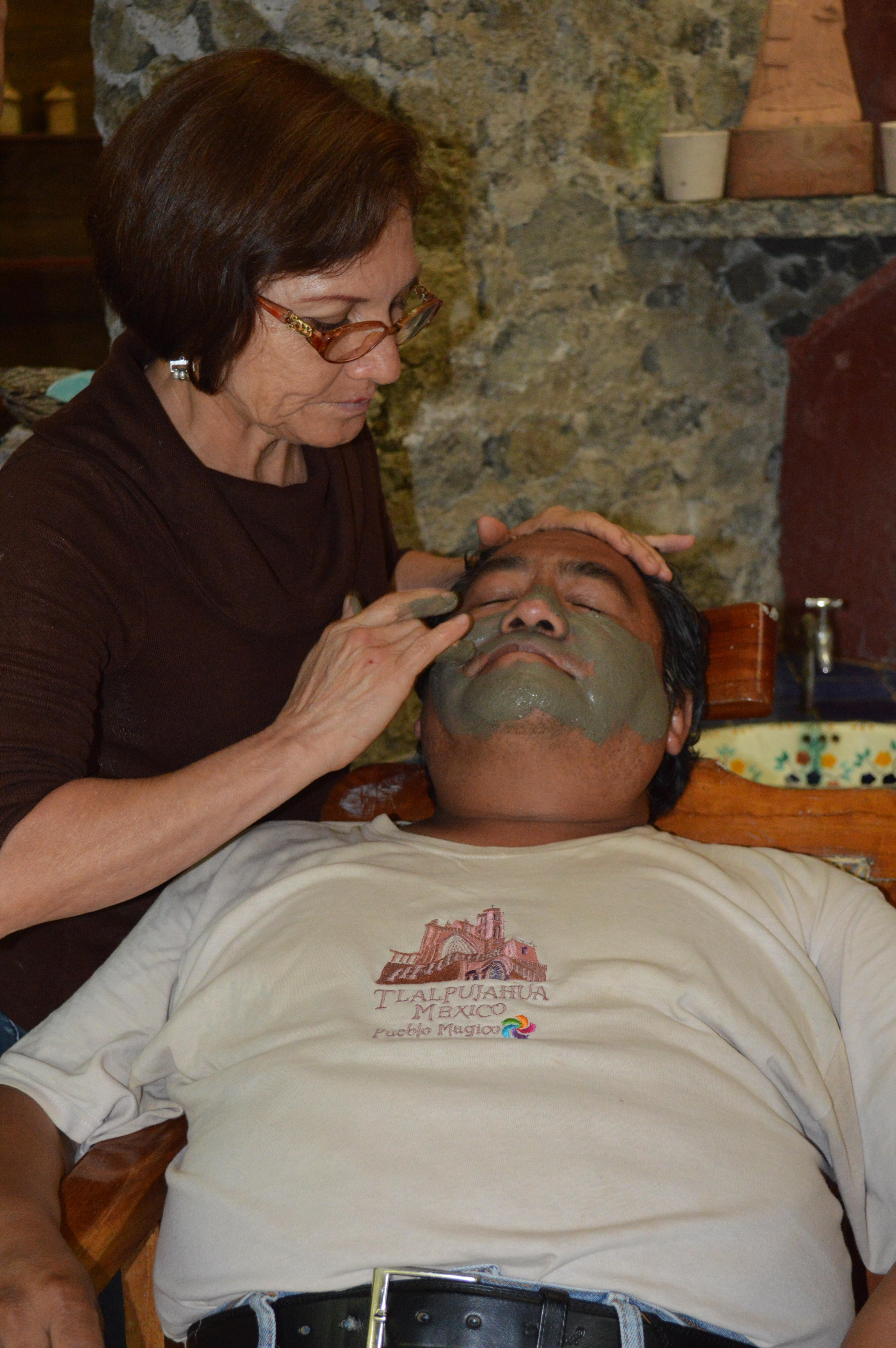
Kosmetyczka

Kosmetyczka – osoba wykonująca zabiegi z zakresu kosmetyki pielęgnacyjnej, leczniczej i upiększającej.
Zawód kosmetyczki należy do grupy zawodów usługowych i rzemieślniczych.